# Sarrecave
Sarrecave település Franciaországban, Haute-Garonne megyében. Lakosainak száma 72 fő (2022. január 1.). Sarrecave Balesta, Larroque és Nizan-Gesse községekkel határos.

## Népesség
A település népessége az elmúlt években az alábbi módon változott:
| Lakosok száma | 86   | 57   | 59   | 76   | 75   | 76   | 78   | 78   | 78   | 72   |
|               | 1968 | 1982 | 1990 | 2006 | 2013 | 2015 | 2017 | 2019 | 2020 | 2022 |